# Vladimír Sivý
Vladimír Sivý (* 11. prosince 1962) je bývalý slovenský fotbalista, obránce.

## Fotbalová kariéra
Hrál za Chemlon Humenné a za Duklu Banská Bystrica. V Poháru vítězů pohárů nastoupil ve 2 utkáních. Po skončení aktivní kariéry působí jako trenér v nižších soutěžích.

## Ligová bilance
| Ročník                                   | Zápasy | Góly | Klub                  |
| ---------------------------------------- | ------ | ---- | --------------------- |
| 1. československá fotbalová liga 1984/85 | 27     | 0    | Dukla Banská Bystrica |
| 1. československá fotbalová liga 1985/86 | 29     | 2    | Dukla Banská Bystrica |
| 1. československá fotbalová liga 1986/87 | 30     | 0    | Dukla Banská Bystrica |
| 1. československá fotbalová liga 1987/88 | 29     | 0    | Dukla Banská Bystrica |
| 1. československá fotbalová liga 1988/89 | 30     | 1    | Dukla Banská Bystrica |
| 1. československá fotbalová liga 1989/90 | 30     | 4    | Dukla Banská Bystrica |
| 1. československá fotbalová liga 1990/91 | 18     | 0    | Dukla Banská Bystrica |
| 1. československá fotbalová liga 1991/92 | 28     | 1    | Dukla Banská Bystrica |
| Mars superliga 1996/97                   | -      | -    | FC Chemlon Humenné    |
| CELKEM                                   | –      | –    |                       |